# 兰布鲁戈
兰布鲁戈（義大利語：Lambrugo），是意大利科莫省的一个市镇。总面积1.92平方公里，人口2404人，人口密度1252.1人/平方公里（2009年）。ISTAT代码为013121。